# Stare Wrońska
Stare Wrońska – wieś sołecka w Polsce położona w województwie mazowieckim, w powiecie płońskim, w gminie Załuski.
W latach 1975–1998 miejscowość administracyjnie należała do województwa ciechanowskiego.
Wierni Kościoła rzymskokatolickiego należą do parafii Świętego Stanisława Biskupa Męczennika w Starej Wronie.